# ベルンハルト・フォン・ベスコウ
ベルンハルト・フォン・ベスコウ（スウェーデン語: Bernhard von Beskow、1796年4月19日 - 1868年10月17日）は、スウェーデンの劇作家、歴史家。

## 生涯
1796年4月19日、ストックホルムの商人の息子として生まれた。詩人ヨナス・マグヌス・シェルンストルペの教育を受けて文学の適性が育った。1814年にスウェーデンの公務員になった後、1826年に貴族に叙され、1843年に男爵の称号を得た。宮廷でも職にありつけ、1834年以降はスウェーデン・アカデミーの秘書を務めた。1868年10月17日に死去した。

## 著作
本節の出典は。
- Erik XIV（『エリク14世』、2部、1826年） - 歴史詩
- Dramatiska Studier（1836年 - 1838年） - 歴史詩4作品を収録
- Om Gustav den Tredje såsom konung och menniska（『王と人としてのグスタフ3世』、5巻、1860年 - 1869年） - 歴史学の著作